# 달 궤도 (용어)
달 궤도에 대한 문서이다.

지구에 대한 달의 궤도 다이어그램. 각도는 정확하고 상대적인 크기는 비례하지만 거리는 비례하지 않는다.

달은 순행 방향으로 지구 궤도를 돌며 춘분점과 별에 대해 약 27.32일(열대월과 항성월)에 한 바퀴 공전하고, 약 29.53일(합절월)에 태양에 대해 한 바퀴 공전한다. 지구와 달은 지구 중심(반지름의 약 73%)에서 약 4,670km(2,900마일) 떨어진 무게 중심(공통 질량 중심) 주위를 공전하며 지구-달 시스템이라는 위성 시스템을 형성한다. 평균적으로 달까지의 거리는 지구 중심에서 약 384,400km(238,900마일) 떨어져 있으며 이는 지구 반경의 약 60배 또는 1.282광초에 해당한다.
지구와 달 사이 무게중심 주위의 평균 궤도 속도는 1.022km/s(0.635마일/초, 2,286마일/h)이며, 달은 대략 지름의 거리, 즉 매시간 천구에서 약 0.5도를 커버한다. 달은 궤도가 주(이 경우 지구) 적도면 대신 황도면에 더 가깝다는 점에서 다른 행성의 대부분의 일반 위성과 다르다. 달의 궤도면은 황도면에 대해 약 5.1° 기울어져 있는 반면, 지구의 적도면은 황도면에 대해 약 23.4° 기울어져 있다.

## 같이 보기
- 이중행성
- 천체력
- 달 레이저 거리 측정실험
- 밀란코비치 주기
- 궤도 요소